# マッカートニーII
『マッカートニーII』（英語: McCartney II）は、ポール・マッカートニーが1980年に発表したアルバム。
全米3位、全英1位を記録。

## 背景
1979年7月、マッカートニーはサセックスの自宅スタジオで録音を開始。その後、スコットランドにある農場のスタジオに場所を移して作業を継続した。
セッションではおよそ20曲以上の曲が録音されたが、すぐには使用せず、その前に自身がボーカルを務めるバンド・ウイングスのツアー準備を開始し、久々のソロ名義となるシングル曲『ワンダフル・クリスマスタイム』を発売。マッカートニーはソロ、バンド両方ともに精力的な活動を行っていた。
翌年の1980年1月から2月にかけて、ウイングスとして日本公演を行うことも発表された。その前の1975年にもウイングスの来日公演が決定していたが、マッカートニーに麻薬所持の前科があったために、日本政府が査証発給を許可せず、中止となった。
こうして、ビートルズ以来のマッカートニーの日本公演が行われる予定であったが、1980年1月16日、成田空港の税関でおよそ219グラムの大麻を所持していたことが発覚、大麻取締法違反（不法所持）で現行犯逮捕されるという事件が起こった。翌日、正式に日本公演は中止され、21日には妻のリンダ・マッカートニーを除くバンドメンバーも日本を離れた。
マッカートニーは9日間の勾留後釈放され、国外退去処分を受けて帰国した。この事件後、ウイングスは活動休止し、彼は前年の7月に録音し終えていた楽曲をアルバムとして、まとめて発売することを決定した。
マッカートニーの個人名義でのアルバムは解散直後に発売された『マッカートニー』以来10年ぶりのことであり、本作も『マッカートニー』同様、彼本人が殆どの楽器を一人で演奏し制作された。
最初は世間に発表するつもりはなく遊びのつもりで録音され、マッカートニーが便器にスネアドラムを挟み演奏している様子が撮影されている。「最初は2週間の予定だったセッションが、あんまり楽しかったから延長したら6週間になった」と語っている。
録音機材は『マッカートニー』制作時に使用した4トラックから16トラックに増加し、当時の流行であったテクノを意識したサウンドや打ち込み等も使用されている。シングルカットされ、久々の大ヒット曲となった「カミング・アップ」や、ウイングスとして発表される予定だった「ウォーターフォールズ」等を収録しているほか、東洋風のインスト「フローズン・ジャパニーズ」など、他のマッカートニーの作品には見られない楽曲も多く収録されている。
ジャケットはマッカートニーの顔の写真となっているが、この写真は、1979年に行われたウイングスのフォトセッションで撮影された。他メンバーの写真もこの時撮影されている。また、ジャケットや内袋含め写真は全てリンダにより撮影されたものとされている。

## 収録曲
1. カミング・アップ - Coming Up
2. テンポラリー・セクレタリー - Temporary Secretary
3. オン・ザ・ウェイ - On The Way
4. ウォーターフォールズ - Waterfalls
5. ノーボディ・ノウズ - Nobody Knows
6. フロント・パーラー - Front Parlour
7. サマーズ・デイ・ソング - Summer's Day Song
8. フローズン・ジャパニーズ - Frozen Jap
9. ボギー・ミュージック - Bogey Music
10. ダークルーム - Darkroom
11. ワン・オブ・ディーズ・デイズ - One Of These Days

以下は「ポール・マッカートニー・コレクション」と題したデジタル・リマスター盤で再発の際に追加されたボーナス・トラック
1. チェック・マイ・マシーン - Check My Machine
2. シークレット・フレンド - Secret Friend
3. グッドナイト・トゥナイト - Goodnight Tonight（ウイングス）

以下は2011年の「スーパー・デラックス・エディション」にて追加されたディスク2
1. ブルー・スウェイ（with リチャード・ナイルズ・オーケストレーション）- Blue Sway [With Richard Niles Orchestration]
2. カミング・アップ（ライヴ・アット・グラスゴー1979）- Coming Up [Live At Glasgow, 1979]
3. チェック・マイ・マシーン（エディット）- Check My Machine [Edit]
4. ボギー・ウォブル - Bogey Wobble
5. シークレット・フレンド - Secret Friend
6. ミスター・H・アトム / ユー・ノウ・アイル・ゲット・ユー・ベイビー - Mr H Atom / You Know I’ll Get you Baby
7. ワンダフル・クリスマスタイム（エディット・ヴァージョン）- Wonderful Christmastime [Edited Version]
8. オール・ユー・ホース・ライダーズ / ブルー・スウェイ - All You Horse Riders/Blue Sway

## 演奏者
- ポール・マッカートニー：ボーカル, ギター, ベース, エレクトリックピアノ, シンセサイザー, キーボード, ドラムス
- リンダ・マッカートニー：アディショナルボーカル